# Genial baszk herceg
Genial (ur. 602 – 626) volt a később Gascogne-nak nevezett Baszk Hercegség első hercege. Kinevezéséről és uralkodásáról csak a Fredegar-krónika szűkszavú beszámolójából tudunk:
„Theudebert és Theuderic sereget küldött a baszkok ellen, és az Úr segedelmével legyőzték őket, kiterjesztették rájuk fennhatóságukat, és adó fizetésére kötelezték őket. Hercegükké egy bizonyos Genialist neveztek ki, aki jól vezette őket.”
A kevés adatot elemző történészek szerint Genial valószínűleg több lehetett, mint egyszerű törzsfő — alighanem egy frank udvari nemest küldtek a frissen hódoltatott nép élére. 612-ben vagy kevéssel utána Sisebut nyugati gót király visszafoglalta Baszkföld Pireneusokon túli (és pireneusi) részeit, a Baszk Hercegség területét a jelenleg Franciaországhoz tartozó részekre szorítva össze. 

## Fordítás
Ez a szócikk részben vagy egészben  a   Genial című angol Wikipédia-szócikk ezen változatának fordításán alapul.  Az eredeti cikk szerkesztőit annak laptörténete sorolja fel. Ez a jelzés csupán a megfogalmazás eredetét és a szerzői jogokat jelzi, nem szolgál a cikkben szereplő információk forrásmegjelöléseként.